# 基辅战役 (1918年)
1918年基辅战役是一场行动导致布尔什维克军队于1918年2月9日占领该市，并将乌克兰政府驱逐到日托米尔。它是俄國內戰期間三次基輔戰鬥的其中一場。